# Gettjärnen (Heds socken, Västmanland)
Gettjärnen är en sjö i Skinnskattebergs kommun i Västmanland och ingår i Norrströms huvudavrinningsområde.